# Nyctemera nerenoides
Nyctemera nerenoides är en fjärilsart som beskrevs av Talbot 1929. Nyctemera nerenoides ingår i släktet Nyctemera och familjen björnspinnare. Inga underarter finns listade i Catalogue of Life.